# Louis Chauvel
Pour les articles homonymes, voir Chauvel.
Louis Chauvel, né le 2 novembre 1967 à Paris, est un sociologue français, professeur à  l'Université du Luxembourg, spécialisé dans l’analyse des structures sociales et du changement par génération. Il développe une lecture comparée des formes de stratification sociale et des changements de l'État-providence dans le cadre de ses recherches à l'Observatoire français des conjonctures économiques et à l'Observatoire sociologique du Changement.

## Biographie

### Jeunesse et études
Louis Chauvel obtient un baccalauréat scientifique en 1985. Après un passage dans les classes préparatoires du lycée Clemenceau de Nantes, il intègre en 1987 l'École nationale de la statistique et de l'administration économique (ENSAE).  Il obtient un DEA de sciences sociales à l'École normale supérieure de la rue d'Ulm et à l'EHESS en 1991. Il obtient le titre de docteur en sociologie à l'université Lille I en 1997. En 2003, il devient habilité à diriger des recherches.

### Parcours professionnel
Louis Chauvel est nommé maître de conférences à l'Institut d'études politiques de Paris en 1998. Il fait partie de l'Observatoire sociologique du changement.

## Travaux
Louis Chauvel a publié des dizaines d'articles scientifiques qui développent les arguments de son travail de thèse et de son ouvrage Le Destin des générations. Il est membre de l'Institut universitaire de France et du conseil scientifique de l’Observatoire des inégalités. Il est essentiellement connu pour ses travaux :
- Sur les inégalités de générations.

Il souligne en particulier les risques de déclassement scolaire et social des générations nées à partir de 1950-1955, qui font face à un déclin du rendement des titres scolaires, une baisse du pouvoir d'achat, une croissance des inégalités intragénérationnelles et un déclin de la représentation politique. Ce travail théorique et empirique original[réf. nécessaire] permet de saisir une source majeure de tensions et de déséquilibres sociaux. Tout en reprenant les analyses structuro-fonctionnalistes de Robert King Merton, Louis Chauvel propose une analyse de la dyssocialisation (i.e. mauvaise socialisation) relevant de l'écart entre les aspirations d'une génération (formées par la socialisation) et sa situation réelle, caractéristique des sociétés de post-abondance. 
- Sur les classes sociales en France.

Ses travaux portent sur les évolutions de la forme de la pyramide des revenus (strobiloïde), la recomposition des classes populaires qui sont plus marquées objectivement depuis 1985 mais moins conscientes de leurs spécificités, et la déstabilisation des classes moyennes dont les fractions intermédiaires salariées du public font face à des incertitudes croissantes.

## Prises de position
Au-delà de ses travaux de recherche, ses interventions  au cours du mouvement contre le Contrat première embauche en mars 2006 et pendant la campagne de l'Élection présidentielle française de 2007 sur le déclassement social des nouvelles générations, la déstabilisation des classes moyennes, le risque de démantèlement générationnel de l'État-providence ont contribué à transformer la vision de l'héritage de 1968 et de l'avenir de la société française[réf. nécessaire],.

## Publications
- Le Destin des générations. Structure sociale et cohortes en France au  XXe siècle, Presses universitaires de France, 1998.  (ISBN 2130527108)[5]
- Le Retour des classes sociales, Revue de l'OFCE, 2001.
- Les Classes moyennes à la dérive, Seuil, 2006. (ISBN 2020892448)[10]
- Le Destin des générations : structure sociale et cohortes en France du XXe siècle aux années 2010, Presses universitaires de France, 2010.  (ISBN 978-2-13-058372-1)[11]
- La spirale du déclassement, Essai sur la société des illusions, Seuil, 2016, 224 p. (ISBN 978-2-02-107284-6)[12],[13],[14]
- Le fond de l’air est jaune. Comprendre une révolte inédite, collectif, (direction et coordination de Joseph Confavreux, avec la participation d'Étienne Balibar, Ludivine Bantigny, Louis Chauvel, Isabelle Coutant, Aurélien Delpirou, Olivier Ertzscheid, etc.)[15], Seuil, 2019.